# 原田環
原田 環（はらだ たまき、1946年 - ）は、日本の歴史学者。県立広島大学名誉教授。専門は朝鮮近現代史、近代東アジア国際関係史。博士（文学）（広島大学、1994年）。

## 略歴
岡山県落合町出身。岡山大学法文学部卒業。広島大学大学院博士課程修了。京都大学、東京外国語大学などの非常勤講師、ソウル大学客員研究員、島根大学教育学部助教授、広島女子大学国際文化学部教授、県立広島女子大学国際文化学部教授、同人間文化学部教授を歴任。2012年定年退職。
この他学外では、第1期日韓歴史共同研究委員会（2002年〜2005年）委員、第2期日韓歴史共同研究委員会（2007年〜2010年）委員などを務める。
1994年　広島大学　文学博士　論文の題は「朝鮮の開国と近代化」。

## 著書

### 単著
- 『朝鮮の開国と近代化』（溪水社、1997年）

### 共編著
- （崔吉城）『植民地の朝鮮と台湾　歴史・文化人類学的研究』（第一書房、2007年）

## 論文
※後に単著に収録されたものは除く

### 雑誌論文
- 「第二次日韓協約調印と大韓帝国皇帝高宗」（『青丘学術論集』24、2004年）

### 単行本所収論文
- 「東アジアの国際関係とその近代化―朝鮮と越南―」（日韓歴史共同研究委員会編『日韓歴史共同研究報告書 第3分科篇』上巻、2005年）
- 「大韓国国制と第二次日韓協約反対運動―大韓帝国の国のあり方―」（日韓歴史共同研究委員会編『日韓歴史共同研究報告書 第2期 第3分科会篇』、2010年）